# Licantén
Licantén – miasto w Chile, w regionie Maule, w prowincji Curicó.